# Noccaea tatianae
Noccaea tatianae är en korsblommig växtart som först beskrevs av Eugen Iwanowitsch Bordzilowski, och fick sitt nu gällande namn av Friedrich Karl Meyer. Noccaea tatianae ingår i släktet backskärvfrön, och familjen korsblommiga växter. Inga underarter finns listade i Catalogue of Life.